# Obeskattad reserv
Obeskattade reserver uppkommer inom redovisning när ett företag gör bokslutsdispositioner som påverkar det resultat som beskattas. Obeskattade reserver består av vinster som företaget ännu inte skattat för (latent skatt), även känd som den ingående dolda skatteskulden. Därför hamnar obeskattade reserver i en mellanställning i förhållande till eget kapital och skulder.